# Новоселівка (Великомихайлівська селищна громада)
Новосе́лівка (в минулому до 01.02.1945 — Клейн-Нейдорф) — село в Україні, у Великомихайлівській селищній громаді Роздільнянського району Одеської області. Населення становить 497 осіб. Засноване 1861 року.

До 1949 року мало назву Мале Карманово.
До 17 липня 2020 року було підпорядковане Великомихайлівському району, який був ліквідований.
12 вересня 1967 р. села Новоселівка, Нижня Юрківка і Никорицеве Новоселівської сільради об'єднані в один населений пункт — село Новоселівка.
Відстань до райцентру становить 11.6 км і проходить автошляхом Т 1615.

## Населення
Згідно з переписом 1989 року населення села становило 458 осіб, з яких 222 чоловіки та 236 жінок.
За переписом населення 2001 року в селі мешкало 499 осіб.

### Мова
Розподіл населення за рідною мовою за даними перепису 2001 року:
| Мова       | Відсоток |
| ---------- | -------- |
| українська | 86,12 %  |
| російська  | 10,26 %  |
| молдовська | 3,42 %   |
| гагаузька  | 0,2 %    |